# 山野辺義風
山野辺 義風（やまのべ よしかぜ）は、江戸時代中期の水戸藩家老。

## 生涯
宝暦2年（1752年）、豊前中津藩主奥平昌敦の三男として生まれる。安永6年（1777年）、山野辺義胤の養子となり、同年養父の死去に伴い、家督を相続、1万石の家老となった。従五位下に叙され、伊豆守と称した。のち土佐守。
天明元年（1781年）、光格天皇の即位にあたり京に使した。また同年、将軍徳川家治および世子家斉に御目見した。
主君徳川治保の次女・雅姫との婚約も整い、将来が期待されていたが、寛政3年（1791年）、40歳で死去した。嗣子なく没したため、治保の甥の友三郎（山野辺義質）が迎えられて家督を継いだ。